# Моховая (Камчатский край)
Мохова́я — упразднённый рабочий посёлок находивщийся в подчинении городской администрации Петропавловска-Камчатского Камчатского края Российской Федерации. В 2004 году (по другим сведениям в 2000 году) включен в состав города и исключен из учётных данных.

## Название
Назван по одноимённой бухте.
Прежнее название — База Моховая, включает в себя именование градообразующего предприятия — тресковой базы.

## География
Находится на побережье Авачинской губы, в 5 км к западу от центра города.

## История
Возник в связи со строительством тресковой базы на побережье Авачинской губы в первой половине 1930-х годов.
С 1960-года имел статус рабочего посёлка.
Упразднён как населённый пункт 15.09.2004 г. и включён в состав Петропавловска-Камчатского.

## Население
| 1970 | 1979    | 1989    |
| ---- | ------- | ------- |
| 9503 | ↗10 797 | ↗11 987 |

## Транспорт
Развит водный транспорт.
Ближайший аэропорт — Елизово (14 км).